# مكة تحت سيطرة العثمانيين
مكة تحت سيطرة العثمانيين، حملة قام بها طوسون بن محمد علي بتوجيه من الدولة العثمانية على الدولة السعودية .

## نبذة تاريخية
حقّقت دعوة الشيخ محمد بن عبد الوهّاب السلفية نجاحًا في نجد، بعد أن احتضنها أمير الدرعية الإمام محمد بن سعود بن محمد بن مقرن، وتجاوزتها إلى بعض أنحاء الحجاز واليمن وعسير وأطراف العراق والشام، وضم السعوديون مكة والطائف والمدينة المنورة، حتى بدأ خطر الدولة السعودية واضحًا على الوجود العثماني في أماكن انتشارها في المشرق العربي والعالم الإسلامي كلة، وشعرت الدولة العثمانية بخطورة تلك الحركة، وأدركت أن نجاحها سوف يؤدي إلى فصل الحجاز وخروجه من يدها، وبالتالي خروج الحرمين الشريفين، ما يفقدها الزعامة التي تتمتع بها في العالم الإسلامي بحكم إشرافها على هذين الحرمين، في وقت كانت قد بدأت تسعى فيه إلى التغلب على عوامل الضعف الداخلية، وتقوية الصلات بينها وبين أنحاء العالم الإسلامي بوصفها مركز الخلافة الإسلامية. شكّلت كل هذه العوامل حافزًا للدولة العثمانية للوقوف في وجه الدعوة السلفية ومواجهتها للحد من انتشارها، فحاولت في بادئ الأمر عن طريق ولاة بغداد ودمشق لكنها فشلت، فوقع اختيارها على محمد علي باشا، فأعدّ حملة عسكرية بقيادة ابنه أحمد طوسون.

## الأحداث

محمد علي باشا في مكتبه

منذ نهاية 1224هـ / 1809م، ومحمد علي باشا والي مصر يهيئ للحملة على الحجاز ليقرر بالعام 1810م إرسالها بعد أن يئس من تولية صديقة (يوسف كنج باشا) على الشام فوجد أن الوسيلة المثلى هي ضم الحجاز لنفوذ السلطان الاسمي مقابل تولية أحد أبنائه الشام وكذلك ضمان تجارة مصر عبر البحر الأحمر بتأمين الحجاز، وفي مارس من عام 1810م كانت عشرون سفينة جاهزة للعمل غير أن إرسالها إلى الحجاز لم يتم إلا في عام 1226هـ/1811م، وذلك بعد القضاء على المماليك، وتأمين الداخل المصري حيث أرسل محمد علي أبنه طوسون ابن الثامنة عشر ليقود القوات المصرية بعد أن راسل شريف مكة غالب بن مساعد الناقم على السعوديين، وفي أكتوبر 1811م احتلت قوات الجيش المكونة من أتراك ومرتزقة ألبان ومغاربة مدينة ينبع) قبل وصول طوسون دون مقاومة من حاميتها الخاضعة لشريف مكة لتبدأ عمليات سلب ونهب من القوات للمدينة لدرجة اختطاف الفتيات وبيعهن جاريات.
وصل طوسون لينبع في نوفمبر 1811م، مع 12 ألف من قواته ليواجه في وادي الصفراء القوات السعودية المكونة من 18 ألف وانتهت المعركة بهزيمة الجيش المصري ليعودوا لينبع حيث وصلت إمدادات مصر من محمد علي المتأثر بالهزيمة وبدأ طوسون في تدارك الأمر عبر رشوة عرب الحجاز ووجهائهم حتى ضمن تماماً أن سيره للحجاز مكة والمدينة والطائف لن يواجهه مشكلة فسار في خريف 1812م للمدينة المنورة مستغلاً موت كثير من جنود حاميتها السعوديين بالمرض فضرب أسوارها بالمدافع وأجبر الحامية على الهرب من قلعتهم، كما تمكن من أسر القائد السعودي مسعود بن مضيان الظاهري الذي أرسله إلى مصر ثم الاستانة عاصمة العثمانيين حيث تم إعدامه وتولية توماس كيت الإسكتلندي المدينة، وفي العام 1227هـ/ يناير 1813م استولى طوسون على جدة بلا قتال بعد سحب الإمام سعود الكبير قواته خوفاً من تدميرها وتلتها الطائف ومكة بنفس الصورة، لاحقاً في ربيع وصيف 1813م هاجم الإمام سعود الكبير الحجاز مزعزعاً وضع طوسون دون أن يستولي على أي مدينة مترافقاً مع هلاك كثير من جنود طوسون بسبب الامراض، وجد محمد علي أن الحملة لم تقد لمعارك حاسمة ولم تتأثر الدولة السعودية فحزم أمره ووصل في سبتمبر 1813م بآلاف الجنود إلى جدة فارضاً الأمر الواقع مثيراً الحماس في الجنود بحضوره بنفسهً، بدأ محمد علي في تهيئة الحجاز عبر القبض على كل المتلونين الذين لا ولاء لهم وعلى رأسهم الشريف غالب بن مساعد شريف مكة ونفاه لسالونيك وصادر ثرواته معيناً أحد معاونيه الحجازيين شريفاً للمدينة مخضعاً الحجاز بالقوة له متمماً ما لم يتحقق بصورة أكدة قوة الوالي الألباني وأجبرت قبائل المنطقة على الخضوع، لم تكن الأحداث العسكرية جيدة فواجه محمد علي خسائر في القنفذة على القوات السعودية بقيادة بخروش بن علاس وطامي بن شعيب المتحمي ثم هزيمة أخرى في تربة مع انقلاب بعض المحليين عليه فأرسل يطلب المدد من مصر الذي أتى سريعاً إلى جدة مع تودده للسكان المحليين وسماحه للحجاج من كل مكان بالحج فازدهرت أحوال الحجاز وباتت كل الأمور لصالحه.
كان الإمام سعود الكبير قد مات في ربيع 1814م، وتولى بعده ابنه الإمام عبد الله الحكم وسط إضطراب بلاده وفقدانها للحجاز وعمان والبحرين، في أواخر 1814م وأوائل 1815م انتصر محمد علي في معركة بسل قاضياً على أغلب قوات السعوديين ومعدماً مئات الأسرى في مكة وامتدت قواته لتربة ورنية وبيشة والقنفذة مرسلاً زعماء السعوديين منهم طامي بن شعيب المتحمي وعثمان المضيافي العدواني للسلطان العثماني محمود الثاني في الآستانة حيث تم إعدامهم، في 20 مايو 1815 غادر محمد علي إلى مصر على عجل بعد سماعه لأخبار عودة نابليون بونابرت وخشيته من محاولات غربية لاحتلال مصر تاركاً الأمر لطوسون وهو قلق من إمكانية ولده استكمال الأمر خصوصاً مع اعتلال صحته، تم في خريف 1815م الصلح مع جيش الإمام عبد الله بن سعود مقابل انسحاب جيش محمد علي من القصيم.

## حملة مصر الكبرى

ابراهيم باشا وحملته علي الحجاز

لم يكن محمد علي وولده إبراهيم راضيين عن سياسة طوسون فأرسل الوالي إلى طوسون بالعودة مولياً إبراهيم إبنه الأمر وقال قبل سفره للحجاز:
(سآتيك أيها الوالي بمفاتيح الدرعية).
في 23-9-1816م غادر إبراهيم باشا مصر، مصطحباً كبار خبراء الجيش من الأجانب العسكريين، مثل: سكوتو، جنتيلي، تودسكيني وسوشيو مؤمناً أن هؤلاء القادة ومعهم جنود أخرين هم وحدهم القادرون على دخول الدرعية بدلاً من التلاطم كالأمواج على شواطئ الحجاز، وفي 30-10-1816م وصل إبراهيم باشا إلى ينبع ثم اتخذ من الحناكية مركزاً له وكان سعيداً بحصولة على رتبة باشا في 19 يناير 1817م معتبراً إياها إشارة البدء.

## معارك الدرعية وسقوطها
غادرت قوات إبراهيم باشا مدينة ضرما، في طريقها إلى الدرعية عاصمة الدولة السعودية، فاتبعت الطريق عبر الحيسية، ثم سلكت وادي حنيفة، ومرت بالعيينة والجبيلة وكان إبراهيم باشا، يدرك أن الدرعية محصنة، وقلاعها قوية، وهي المعقل الأخير للدولة السعودية، لذا، فإن مقاومتها ستكون قوية، وشديدة، فأرسل إلى والده، يطلب تزويده بالمال والمدافع والجنود كانت الدرعية تتألف من خمسة أحياء مستقلة، منها الطريف والبجيري والمغيصيبي والسهل. ولكل قسم منها أبواب، مثل باب سَمْحَان وباب الظَهَرَة. وتحيط بها أسوار، تتخللها الحصون والأبراج، وكان محيط البلدة حوالي اثني عشر كيلومتراً وبنيت من الطين والآجرّ، ولا مجال للمقارنة بين قوات الفريقَين، إذ كانت قوات إبراهيم باشا نحو 1950 فارساً و4300 جنـدي، من المشـاة الأرنـاؤوط (الألبان) والأتراك، و1300 جندي من الأفارقة (المغاربة)، ولا يدخل في هذا الإحصاء البدو والرجال غير النظاميين. وكان يصحب هذه القوات 400 من رجال المدفعية، وأربعة أطقم من المدفعية الثقيلة، وخمسة أطقم من المدفعية التركية. ويحمل مؤنهم عشرة آلاف بعير. وكانت تتّابع عليه القوافل، بالإمدادات والمؤن والعساكر والذخائر، بين وقت وآخر.
أما قوات الإمام عبد الله بن سعود، فكانت تنقصها المعدات، وفنية القتال، وكان عددها يقدر بثلاثة آلاف مقاتل في المتاريس الخارجية، خلاف المقاتلة، في داخل البلدة. وكان لديه عدد قليل من المدافع والمعدات الحربية، اقتربت قوات إبراهيم من الدرعية، في 9 مارس 1818م. ونزل إبراهيم باشا في “العِلْب”، حيث نخيل فيصل بن سعود وتمكن، بمعونة من الضابط الفرنسي، فاسيير، من ترتيب عساكره، وإعداد خطة الهجوم، وبدأت قواته تحفر الخنادق، وتقيم المتاريس، أما الإمام عبد الله بن سعود، فقد وزع قواته على عدة جهات، في الدرعية. وجعل على رأس كل فرقة أحد أمراء آل سعود؛ ففي بطن الوادي، مقابل مقر الباشا وعساكره، يوجد فيصل بن سعود، وأخوه، فهد معهما رجال من أهل الدرعية. وعلى ميمنة الوادي، في الجانب الشمالي، فوق الجبال يوجد سعد بن سعود، وأخوه، تركي بن سعود، حافة الشعيب، ومعهما رجال من أهل الدرعية. ثم يليهم عبد الله بن مزروع، صاحب منفوحة، ورجاله. ويقف تركي الهزاني، صاحب حريق نعام، ومعه رجاله، بين القوات، التركية والسعودية. وعند باب البلدة، المسمى باب سمحان، تمركز الإمام عبد الله بن سعود، ومعه آل الشيخ محمد بن عبد الوهاب، ورجال من كبار البلدة، وعنده مدافع كبيرة. ورابط في قرى عمران، عند النخل المسمى الرفيعة، فهد بن عبد العزيز بن محمد، ومعه رجال من أهل الدرعية وأهل سدير، برئاسة عبد الله بن القاضي أحمد بن راشد العريني، وعندهم عدة مدافع، وفي أسفل الدرعية، في بطن الوادي، قرب جبل القُرَيْن، تمركز سعود بن عبد الله بن عبد العزيز، ومعه رجال من أهل النواحي وفي المتاريس، رابط عبد الله بن عبد العزيز بن محمد، عند نخيل “سمحة”، في البرج، فوق الجبل. ورابط عمر بن سعود بن عبد العزيز، ورجاله، على حافة شعيب الحريقة. ورابط فهد بن تركي بن عبد الله بن محمد ومحمد بن حسن بن مشاري بن سعود، في شعيب غبيراء.
ووقع أول هجوم على الدرعية، من الشمال؛ فصبت مدافع إبراهيم باشا نيرانها على أحياء البلدة، خاصة على مدخل شعيب المغيصيبي، وذلك لمدة عشرة أيام متواصلة، ولكن دون جدوى. ثم جرى القتال في جنوبي الوادي، جهة الحريقة. وأوقف إبراهيم باشا القتال، لكي يتخذ مواقع جديدة لهجومه. ووقع اختياره على غبيراء، وفيها المتاريس في جنوبي الوادي. وبهجوم مباغت، تمكن القائد التركي، علي أوزون من زحزحة القوة السعودية إلى الوراء.
وجرت عدة معارك، في كلٍّ من سمحة والسلماني والبليدة، في جنوبي البلدة. وبعد ذلك، جرى القتال في شعيب قليقل، في شماليها، وظلت قوات إبراهيم باشا، مدة شهرَين، وهي على حالها، لم تحرز أي تقدم ملموس. وسار إبراهيم باشا بقوة من عنده، للاستيلاء على بلدة عرقة، جنوب الدرعية، في يونيه 1818م. وتمكن من السيطرة عليها، بعد أن أعطى الأمان لأهلها، واستفادت قواته من ثمار نخيلها، وزاد الأمر سوءاً اندلاع النار في مستودع ذخيرتها، في 21 يونيه 1818م. حاول السعوديون استغلال هذا الموقف، ولكن دون جدوى، وبخاصة بعد أن وصلت إمدادات عسكرية لقوات إبراهيم باشا من مصر، كما وصلت إمدادات من الأرز والحنطة والمؤن والتبغ لحاجات العسكر، من البصرة والزبير والقرى المجاورة، من أهل نجد، الذين أجلاهم آل سعود في السابق.
طال حصار الدرعية مدة خمسة أشهر، مما أدى إلى قلة المؤن فيها، وجلب اليأس لنفوس الأهالي، ودكت المدفعية حصون الدرعية ومتاريسها وعلى الرغم من ذلك فقد أبدى آل سعود، وسكان الدرعية، من البسالة في الدفاع، عنها ما يسجل لهم به الفخر، غير أن طول أمد الحصار، وتفوق السلاح المستخدم من قبل قوات إبراهيم باشا، أسهما في إضعاف الجبهة الداخلية في الدرعية، خاصةً بعد خروج أهلها منها، وتناقص عددهم، وارتفاع الأسعار، لقلة الوارد إليهم، وازداد الضعف بعد خروج رئيس الخيالة، غصاب العتيبي، لفك الحصار عن الدرعية وسقطوه أسيراً هو ومن معه من الفرسان، وبذلك تهيأت الظروف للهجوم الشامل من كل الجهات، بما لدى إبراهيم باشا من المعلومات والأعوان؛ فكان الهجوم في معركة البجيري (حي من أحياء الدرعية، يسكنه آل الشيخ)، نتج من هذا الهجوم الاستيلاء على السهل، واستسلام أهله، واضطر الإمام عبد الله بن سعود إلى نقل معسكره، من باب سمحان إلى الطريف (من أحياء الدرعية). ودكت مدفعية إبراهيم باشا مباني الطريف، لمدة يومين. وتفرق عن الإمام عبد الله أكثر من كان عنده، وتمكن بعض رجاله من الفرار، ومنهم ابن عمه، تركي بن عبد الله بن محمد بن سعود، فلما رأى الإمام عبد الله بن سعود ما وصل إليه القتال، بذل نفسه وفدى بها النساء والأطفال والأموال؛ فأرسل إلى إبراهيم باشا، يطلب الصلح، وخرج إلى معسكره في 9 سبتمبر 1818م
واستقبل إبراهيم باشا الإمام عبد الله بن سعود، واتفقا على الشروط التالية:
- أن تُسلَّم الدرعية لجيش إبراهيم باشا.

- أن يتعهد إبراهيم باشا بأن يبقي على البلدة وأن لا يوقع بأحد من سكانها.

- أن يسافر الإمام عبد الله بن سعود إلى مصر، ومنها إلى الآستانة عملاً برغبة الخليفة العثماني.

ووقع الاتفاق بين الطرفَين، وبه انتهى الدور الأول من حكم آل سعود.
لم يكتف محمد علي باشا بهذا الانهيار، بل نقض الشرط الثاني من الاتفاق، وأمر ابنه إبراهيم، بأن يهدم الدرعية وحصونها وأسوارها، ويخرب منازلها. وقد نفذ إبراهيم باشا هذه الأوامر، وخرب الدرعية، وأشعل فيها النيران، فأصبحت أثراً بعد عين، ووصل الإمام عبد الله بن سعود إلى مصر، في 16 نوفمبر 1818م. واستقبله محمد علي باشا في قصره، في شبرا بالبشاشة. وقال له: “ما هذه المطاولة؟ فرد الإمام: الحرب سجال. فقال الباشا: وكيف رأيت إبراهيم؟ فرد عبد الله: لم يقصّر. وبذل همته. ونحن كذلك. حتى كان ما قدره المولى”. فقال محمد علي: “أنا ـ إن شاء الله ـ أترجى فيك عند مولانا السلطان”. فقال عبد الله: “المقدر يكون”. فألبسه محمد علي خلعة. وقدم الإمام عبد الله بن سعود ما كان في حوزة أبيه، من نفائس الحجرة النبوية، وكان قد جلبها معه، في صندوق صغير. وفي 18 نوفمبر 1818م، سافر الإمام عبد الله بن سعود إلى الآستانة، حيث أعدم في نوفمبر 1818م، بعد محاكمة صورية وفي أثناء حصار الدرعية، وبعد سقوطها، أرسل إبراهيم باشا فرقاً من جيشه، إلى نواحي نجد، ليستكمل إخضاعها. فأرسل حسين جوخدار إلى حوطة بني تميم والدلم جنوب الرياض. وقتل آل عفيصان، من قادة الدولة السعودية. وأرسل أغا آخر، مع العسكر، إلى جبل شمر، حيث قتل أميرها محمد بن عبد المحسن بن علي، أما إبراهيم باشا، فقد مكث بالدرعية، بقواته، أكثر من تسعة أشهر. ثم ارتحل عنها إلى عدة مواضع. وغزا بعض المناطق، وتابع سيره، عائداً، حتى وصل القصيم، وأخذ معه أميرها، حجيلان بن حمد، قاصداً المدينة المنورة. وعاد إلى القاهرة، 11 ديسمبر 1819م، بعد أن استكمل إخضاع المدن النجدية.
وبهذا تنتهي الدولة السعودية الأولى على يد القائد إبراهيم باشا ابن محمد علي باشا، لكنها عادت من جديد على يد الإمام تركي بن عبدالله بن محمد بن سعود، الذي استطاع بعد سبع سنوات، أي: في عام 1240هـ أن يؤسس الدولة السعودية الثانية.